# Список населённых пунктов Лешуконского района
*Административные центры указаны жирным шрифтом
- Вожгорское сельское поселение
  - Вожгора
  - Зубово
  - Ларькино
  - Лебское
  - Пустыня
  - Родома
  - Шегмас
- Койнасское сельское поселение
  - Засулье
  - Койнас
  - Кысса
  - Усть-Кыма
  - Усть-Низемье
  - Чухари
  - Чучепала
- Лешуконское сельское поселение
  - Березник
  - Большая Нисогора
  - Едома
  - Каращелье
  - Лешуконское
  - Малая Нисогора
  - Мелосполье
  - Пылема
  - Русома
  - Смоленец
  - Ущелье
- Олемское сельское поселение
  - Большая Щелья
  - Кеба
  - Олема
  - Резя
  - Усть-Чуласа
  - Чуласа
- Ценогорское сельское поселение
  - Белощелье
  - Колмогора
  - Палащелье
  - Селище
  - Ценогора
- Юромское сельское поселение
  - Бугава
  - Заозерье
  - Заручей
  - Защелье
  - Кеслома
  - Некрасово
  - Палуга
  - Тиглява
  - Усть-Нерманка
  - Шилява
  - Юрома